# 9949 Brontosaurus
Brontosaurus (asteróide 9949) é um asteróide da cintura principal, a 2,2091301 UA. Possui uma excentricidade de 0,0615396 e um período orbital de 1 319,17 dias (3,61 anos).
Brontosaurus tem uma velocidade orbital média de 19,41288546 km/s e uma inclinação de 7,71355º.
Este asteróide foi descoberto em 22 de Setembro de 1990 por Eric Elst.